# Rafael Gallego Sainz
Rafael Gallego Sainz (Tornadizos de Ávila, Àvila, 24 d'octubre de 1898 — 12 de març de 1937) va ser un militar espanyol.

## Biografia
Va ingressar en l'Acadèmia d'Infanteria de Toledo el 29 d'agost de 1918. Promogut a alferes el 7 de juliol de 1921 i destinat al Regiment d'Infanteria Toledo núm. 35, roman tres mesos de guarnició a Zamora i a Ciudad Rodrigo, per marxar el 18 d'octubre a Melilla i incorporar-se seguidament al campament de Segangan, moment des del qual prendrà part en infinitat de fets d'armes, protecció de combois, desembarcaments, escaramusses i durs combats de la guerra del Rif, en més de cinc anys —durant els quals resultarà ferit dues vegades (18 de setembre de 1924 i 29 de maig de 1926)— i serà ascendit per mèrits de guerra a tinent, el 7 de juny de 1923; i a capità, el 8 de juny de 1926.
Des de novembre de 1922, havia passat al grup de forces regulars indígenes d'Alhucemas núm. 5, en el qual va romandre tres anys. El 10 de desembre de 1925 embarca a Melilla per haver estat destinat al Regiment San Marcial 44, i s'incorpora a Burgos tres dies després. Però, quatre mesos més tard, torna a Melilla, el 20 d'abril de 1926, i pren el comandament d'una mia de la Harka. En ser ascendit a capità, es fa càrrec del comandament del 2n tabor, a Al Hoceima. L'1 d'octubre de 1927 és ascendit a comandant i a fi de mes causa baixa en la Harka de Melilla. Poc després, serà destinat al regiment Otumba núm. 49 a Xàtiva, el 8 d'abril de 1928, i seguidament a la zona de reclutament de Salamanca, jutjat eventual, presidència de la junta militar de subsistències de Salamanca (1931-33) i escola de pràctiques de Béjar. El gener de 1934 causa alta en el Cos de Seguretat, en el qual serà baixa a l'any següent. El gener de 1936 és destinat al Sàhara; marxa en trimotor a Cap Juby i, acompanyat de les unitats nòmades, reconeix i inspecciona Villa Cisneros i altres places i llocs del desert.
Després de l'esclat de la Guerra civil, a l'agost, es converteix en governador del Sàhara. Posteriorment, és destinat al Regiment «La Victoria» núm. 28 a Guadarrama, però a principis d'octubre s'incorpora a les columnes gallegues que es dirigeixen a Oviedo, i al comandament del 4t. Tabor de regulars de Melilla assolí el Naranco el 17 d'octubre, trencant el setge d'Oviedo. Habilitat com a tinent coronel, el 14 de novembre de 1936, continua en el front asturià fins al 12 de març de 1937, que va resultar mort en acció de guerra.